# Morgan Barbançon Mestre
Morgan Barbançon Mestre (París, 12 d'agost de 1992) és una genet espanyola. Va aconseguir un diploma olímpic després de collir un setè lloc en doma clàssica per equips juntament amb els seus companys Juan Manuel Muñoz Díaz i José Daniel Martín Dockx als Jocs Olímpics de Londres 2012.